# Néronde-sur-Dore
Néronde-sur-Dore ist ein Ort und eine zentralfranzösische Gemeinde (commune) mit 485 Einwohnern (Stand 1. Januar 2022) im Département Puy-de-Dôme in der Region Auvergne-Rhône-Alpes (vor 2016 Auvergne). Die Gemeinde gehört zum Arrondissement Thiers und zum Kanton Les Monts du Livradois (bis 2015 Lezoux). Die Einwohner werden Nérondais genannt.

## Lage
Néronde-sur-Dore liegt etwa 35 Kilometer östlich von Clermont-Ferrand am Dore. Umgeben wird Néronde-sur-Dore von den Nachbargemeinden Peschadoires im Norden und Westen, Escoutoux im Osten, Courpière im Süden, Sermentizon im Süden und Südwesten sowie Bort-l’Étang im Westen und Südwesten.

## Bevölkerungsentwicklung
| Jahr                       | 1962 | 1968 | 1975 | 1982 | 1990 | 1999 | 2008 | 2013 |
| Einwohner                  | 224  | 239  | 275  | 336  | 422  | 475  | 457  | 448  |
| Quellen: Cassini und INSEE |      |      |      |      |      |      |      |      |

## Sehenswürdigkeiten
- Kirche Saint-Bonnet, seit 1910 Monument historique